# Dolibarr
Dolibarr — открытое ПО для малого и среднего бизнеса. Включает в себя элементы для планирования ресурсов предприятий (ERP) и управления взаимоотношений с клиентами (CRM).

## Основные характеристики
Программа распространяется по лицензии GNU General Public License 3.0. В систему включены элементы ERP/CRM за исключением учёта. Модульность подразумевает лёгкость установки и использования таких модулей не взирая на их большое количество. Работает с СУБД MySQL и  PostgreSQL на PHP 5.3 и выше.

### Основные модули
- Управление продажами
- Управление закупками
- Взаимоотношения с клиентами
- Каталог продуктов (товаров и услуг)
- Складской учёт
- Календарь
- События
- Банковские операции
- Адресная книга
- Управление членами фондов
- Платежи
- Пожертвования
- Коммерческая деятельность
- Планирование деятельности
- Управление договорами
- Заявки
- Отгрузки
- POS-терминал
- Система управления документами
- Управление проектами
- Опросы
- Создание документов PDF и OpenDocument
- Отчёты
- Помощник импорта/экспорта данных
- LDAP взаимосвязь

### Дополнительные свойства
- Пользователи могут иметь разные права доступа для каждого модуля.
- Удобство использования.
- Набор скинов.
- Модульность даёт широкие возможности настройки системы.
- Работает с Mysql 4.1 и выше, экспериментальная поддержка PostgreSQL.[3]
- Работает с PHP 5.3 и выше.[3]

### Отсутствующие возможности
Следующие возможности отсутствуют в наиболее распространённых версиях Dolibarr:
- Управление только одной компанией. Если нужно вести учёт для двух и более — необходимо отдельно установить соответствующее количество программ или использовать дополнения.[5])
- Управление персоналом отсутствует.
- Нет поддержки электронной почты (не путать с почтовыми рассылками).

## Архитектура
Dolibarr написан на PHP, использует базы MySQL.
Работает с большим количеством хостингов и серверов. Dolibarr работает со всеми конфигурациями PHP и не требует дополнительных модулей PHP.
Систему можно автоматически установить в Windows, Mac и Linux. Таким образом достигается возможность развёртывания системы и необходимых предустановок (Apache, MySQL и PHP) неподготовленными пользователями. Такие версии системы называют DoliWamp в Windows, DoliDeb для Debian или Ubuntu, DoliRpm для Fedora, Redhat, Mandriva или OpenSuse.

## История
Программа начала создаваться Рудольфом Квидевиллем (Rodolphe Quiedeville) в апреле 2002 года. В это время, Жан-Луи Бергамо (Jean-Louis Bergamo) начал писать код модуля программы. Версия 1.0 вышла в сентябре 2003 года.

## Награды
- 2003 — «1st in the category „Management Company“» на Les Trophées du Libre.[6]
- 2014 — «Sourceforge project of the week»[7]
- 2015 — «Sourceforge project of the week»[8]